# 臨汾喬李空港
臨汾喬李空港（りんふんきょうりくうこう）は、山西省臨汾市堯都区喬李鎮にある、空港。滑走路は全長2600メートル、ターミナルビル面積は26000平方メートル、専用面積60840平方メートル。

## 沿革
- 1958年10月 - 民間航空局はこの空港の建設を開始した。
- 1959年9月1日 - 就航。供用開始。
- 1960年11月 - 当時の経済スタイルなどが原因で、多方面で欠航となった。
- 1961年 - 当空港で、スカイダイビングの選手を訓練するための航空クラブが設立される。
- 1962年 - 空港は閉鎖される。
- 1978年 - 農地造成するため、空港は廃止される。（だが、その土地の所有権は民間航空局のままであった。）[1]
- 2012年9月25日 - 空港再建設・再供用プロジェクトが開始される。
- 2016年1月25日 - 空港の再供用開始。[2]

## 場所
臨汾市内中心部から15キロメートル離れている。高速道路を経由して繁華街に接続している。標高は海抜486メートルである。 

## 使用している航空会社とその行先
2018年夏・秋季シーズン
| 航空会社           | 就航地             |
| ------------------ | ------------------ |
| 中国国際航空（CA） | 北京、武漢、杭州   |
| 中国南方航空（CZ） | 広州               |
| 上海航空（FM）     | 上海浦東、銀川     |
| 北京首都航空（JD） | 昆明、瀋陽         |
| 桂林航空（GT）     | 桂林、フフホト     |
| 天津航空（GS）     | 海口美蘭、天津浜海 |

## シャトルバス
空港は、2017年11月6日から、この空港を出入りする乗客に無料のシャトルバスを開設した。以下は走行ルート。
- 空港 ⇄ 工業路南 ⇄ 向陽路北 ⇄ 鼓楼北 ⇄ 福利路北 ⇄ 市交通局 ⇄ 城西客運駅